# Косино (Гродненская область)
Косино (бел. Косіна) — деревня в Волковысском районе Гродненской области Беларуси. Входит в состав Субочского сельсовета.

## География
Деревня находится в юго-западной части Гродненской области, при автодороге Н-7035, на расстоянии приблизительно 5 километров (по прямой) к западу от города Волковыск, административного центра района. Абсолютная высота — 199 метров над уровнем моря. Площадь населённого пункта — 0,183 км².

## История
По состоянию на 1905 год, в Косине проживало 105 человек. В административном отношении деревня входила в состав Шиловичской волости Волковысского уезда Гродненской губернии.
Согласно Рижскому мирному договору (1921), деревня вошла в состав Второй Польской республики. Входила в состав гмины Мстибув Волковысского повета Белостокского воеводства. В 1921 году числилось 96 жителей, проживавших в 14 домах. В этническом составе населения того периода поляки составляли 100 %. В конфессиональном составе католики составляли 100 % населения деревни.
С 1939 года в БССР.

## Население
По данным переписи 2019 года, в деревне проживало 27 человек.
| Год  | Население, человек |
| ---- | ------------------ |
| 1905 | 105                |
| 1921 | ↘ 96               |
| 2009 | ↘ 42               |
| 2019 | ↘ 27               |